# ترينت ماكدوفي
ترينت ماكدوفي (مواليد 13 سبتمبر 2000) هو لاعب كرة قدم أمريكية محترف في مركز الظهير الدفاعي لفريق كانساس سيتي تشيفز في دوري كرة القدم الأمريكية (NFL). لعب ماكدوفي في كرة القدم الجامعية مع فريق واشنطن هاسكيز، واختاره تشيفز في الجولة الأولى من مسودة دوري كرة القدم الأمريكية لعام 2022. ثم أصبح ماكدوفي لاعبًا أساسيًا في فريق تشيفز، حيث فاز الفريق بلقب سوبر بول لموسم 2022 في موسمه الأول. في موسمه الثاني، فاز تشيفز مرة أخرى بلقب سوبر بول لموسم 2023، وكان ماكدوفي لاعبًا أساسيًا. كما اختير ضمن الفريق الأول لأفضل اللاعبين تقديرًا لأدائه، وكان له العديد من المشاركات المميزة في فوز سوبر بول.

## بداياته
التحق ماكدوفي بمدرسة سانت جون بوسكو الثانوية في بيلفلاور، كاليفورنيا، بعد انتقاله من مدرسة سيرفايت الثانوية. بعد سنته الأخيرة، اختير للمشاركة في بطولة "أول-أمريكان بول". والتزم باللعب في كرة القدم الجامعية في جامعة واشنطن.

## المسيرة الجامعية
شارك ماكدوفي في جميع المباريات الـ 1، منها 11 مباراة أساسية كطالب جديد في واشنطن عام 2019. وحقق 45 تدخلًا واعتراضًا واحدًا. وفي عام 2020، بدأ جميع مباريات واشنطن الأربع، وحقق 14 تدخلًا واعتراضًا واحدًا.
اختتم مسيرته مع واشنطن بـ 94 تدخلًا، وأربعة تدخلات للخسارة، وكيس واحد، واعتراضين، و10 تمريرات منفصلة، وثلاثة إجبار على التعثر وثلاثة استرداد للتعثر، وحصل على شرف الفريق الأول All-Pac 12 بالإضافة إلى ترشيحه للفرق الأمريكية من قبل العديد من المنشورات.
بعد موسمه الثالث في عام 2021، أعلن ماكدوفي أنه سيتخلى عن موسمه الأخير من أجل إعلان أهليته للمشاركة في مشروع اتحاد كرة القدم الأميركي لعام 2022.

## المسيرة المهنية
صنفه دان بروغلر من ذا أثليتيك كأفضل لاعب ظهير زاوية محتمل في المسودة. صنف كل من برو فوتبول فوكس ومحلل وسائل الإعلام في NFL.com دانيال جيرميا ماكدوفي كثاني أفضل لاعب ظهير زاوية محتمل في المسودة. صنفه محلل مسودة ESPN ميل كيبر جونيور في المرتبة الثالثة بين جميع لاعبي الظهير الزاوية المتاحين في المسودة. أدرج مايكل رينر من برو فوتبول فوكس ماكدوفي كثالث أفضل لاعب ظهير زاوية محتمل (الحادي عشر إجمالاً) في لوحته الكبيرة. صنفه محلل NFL باكي بروكس كرابع أفضل لاعب ظهير زاوية محتمل.

### 2022
اختار كانساس سيتي تشيفز ماكدوفي في الجولة الأولى (21 إجمالاً) من مسودة اتحاد كرة القدم الأميركي لعام 2022. دبّر تشيفز صفقة مع نيو إنجلاند باتريوتس للحصول على اختيارهم في الجولة الأولى (21 إجمالاً) لاختيار ماكدوفي على الفور وفي المقابل أرسلوا اختياراتهم الأولى (29 إجمالاً) والثالثة (94 إجمالاً) والرابعة (121 إجمالاً) في مسودة اتحاد كرة القدم الأميركي لعام 2022. كان ثالث ظهير خلفي تم اختياره وأول ثلاثة ظهير خلفي تم اختيارهم من قبل تشيفز في عام 2022، إلى جانب اختيار الجولة الرابعة (135 إجمالاً) جوشوا ويليامز واختيار الجولة السابعة (243 إجمالاً) جاي لين واتسون.
في 6 مايو 2022، وقع فريق كانساس سيتي تشيفز مع ماكدوفي عقدًا مبتدئًا لمدة أربع سنوات بقيمة 13.99 مليون دولار مضمونًا بالكامل ويتضمن مكافأة توقيع قدرها 7.35 مليون دولار.
خلال معسكر التدريب، تنافس على مركز الظهير الركنيّ الثاني الأساسي ضد راشد فينتون بعد رحيل شارفاريوس وارد، وديندري بيكر، ومايك هيوز. اختاره المدرب الرئيسي آندي ريد كمركز الظهير الركنيّ الثاني الأساسي في بداية الموسم، وضمّه إلى لجاريوس سنيد.
في 11 سبتمبر 2022، ظهر ماكدوفي لأول مرة في الموسم العادي الاحترافي وحصل على أول بداية في مسيرته في المباراة الافتتاحية لموسم كانساس سيتي تشيفز ضد أريزونا كاردينالز واقتصر على تدخل فردي واحد و12 لقطة قبل الخروج في الربع الأول من فوزهم 44-21 بعد إصابته في أوتار الركبة. في 13 سبتمبر 2022، وضعه تشيفز في الاحتياطي المصاب بسبب إصابة أوتار الركبة التي تعرض لها في الأسبوع الأول. في 1 نوفمبر 2022، قام تشيفز بتنشيطه من الاحتياطي المصاب وأضافه مرة أخرى إلى قائمتهم النشطة بعد أن كان غير نشط لمدة ست مباريات (الأسابيع 2-7). في الأسبوع 10، جمع سبع تدخلات مشتركة (أربعة منفردة) وحقق أعلى مستوى في الموسم بانحرافين للتمرير حيث هزم تشيفز فريق جاكسونفيل جاغوارز 27-17. في 1 يناير 2023، سجل ماكدوفي سبعة تدخلات مشتركة (أربعة منفردة)، وأجبر على فقدان الكرة، وحقق أول كيس في مسيرته على راسل ويلسون بخسارة 12 ياردة خلال فوز 27-24 على دنفر برونكوز. في الأسبوع التالي، حقق أعلى مستوى في الموسم بستة تدخلات فردية (سبعة مجتمعة) وقام بانحراف تمريرة خلال فوز 31-13 على لاس فيغاس رايدرز في الأسبوع 18. أنهى موسمه المبتدئ بـ 44 تدخلًا مشتركًا (28 منفردة)، وسبع تمريرات دفاعية، وكيس واحد، وإجبار على فقدان الكرة في 11 مباراة وبداية. حصل على درجة إجمالية 73.6 من Pro Football Focus كلاعب مبتدئ في عام 2022.
أنهى فريق كانساس سيتي تشيفز موسم 2022 من دوري كرة القدم الأمريكية في صدارة القسم الغربي من اتحاد كرة القدم الأميركي برصيد 14-3 ليضمن إعفاءً من الجولة الأولى. في 21 يناير 2023، بدأ ماكدوفي في أول مباراة فاصلة في مسيرته وقام بأربعة تدخلات مشتركة (ثلاثة منفردة) وانحراف تمريرة واحدة خلال فوز 27-20 على فريق جاكسونفيل جاغوارز في الجولة التقسيمية. في المباراة التالية، سجل ستة تدخلات فردية وقام بانحراف تمريرتين خلال فوز 23-20 على فريق سينسيناتي بنغالز في مباراة بطولة اتحاد كرة القدم الأميركي. في 12 فبراير 2023، بدأ ماكدوفي في سوبر بول LVII حيث سجل خمسة تدخلات مشتركة (أربعة منفردة) في فوز تشيفز 38-35 على فريق فيلادلفيا إيجلز.

### 2023
دخل معسكر التدريب كلاعب ركني أساسي رقم 2 بحكم الأمر الواقع تحت إشراف منسق الدفاع ستيف سبانيولو. قبل بداية الموسم العادي، غيّر ماكدوفي رسميًا رقم قميصه من رقم 21 إلى رقم 22 بعد أن أصبح متاحًا بعد رحيل خوان ثورن هيل. ارتدى الرقم 22 طوال مسيرته الجامعية في واشنطن تكريمًا لشقيقه، تايلر ماكدوفي، الذي توفي عام 2015. اختار المدرب الرئيسي آندي ريد ماكدوفي وليجاريوس سنيد كلاعبي ركني أساسيين لبدء الموسم.
في 8 أكتوبر 2023، سجل ستة تدخلات فردية وحقق أعلى مستوى في الموسم بثلاثة انحرافات تمريرة خلال فوز 27-20 على مينيسوتا فايكنج. في الأسبوع 9، حقق ماكدوفي أعلى مستوى في الموسم بـ 11 تدخلًا مشتركًا (ثمانية منفردة) حيث هزم فريق تشيفز فريق ميامي دولفينز 21-14. في 20 نوفمبر 2023، حقق ماكدوفي أربعة تدخلات فردية، وأجبر على فقدان الكرة، وقام بانحراف تمريرة، وحقق أعلى مستوى في مسيرته مع كيسين على لاعب الوسط جالين هيرتس خلال خسارة 17-21 أمام فريق فيلادلفيا إيجلز. اختار المدرب الرئيسي آندي ريد إراحة لاعبيه الأساسيين في الأسبوع 18 حيث فاز فريق تشيفز 13-12 على فريق لوس أنجلوس تشارجرز حيث كانوا قد ضمنوا بالفعل مكانًا في التصفيات بسجل 10-6. أنهى موسمه الثاني بـ 80 تدخلًا مشتركًا (60 منفردًا)، وسبع تمريرات دفاعية، وثلاثة أكياس، وخمسة إجبار على فقدان الكرة. اختير ماكدوفي ضمن الفريق الأول لأفضل اللاعبين. حصل على تقييم إجمالي قدره 84.8 من Pro Football Focus، الذي احتل المركز الرابع بين جميع لاعبي الظهير المؤهلين في عام 2023.
أنهى فريق كانساس سيتي تشيفز موسم 2023 من دوري كرة القدم الأمريكية في المركز الأول في قسمهم بسجل 11-6. في 13 يناير 2024، حقق ماكدوفي أربع تدخلات مشتركة (ثلاثة منفردة) واثنين من انحرافات التمريرة حيث هزم تشيفز فريق ميامي دولفينز بنتيجة 26-7 في مباراة AFC Wild-Card. واصلوا تحقيق فوز 27-24 على فريق بافالو بيلز في الجولة التقسيمية وحققوا فوزًا 17-10 على فريق بالتيمور رافينز في مباراة بطولة AFC. في 11 فبراير 2024، بدأ ماكدوفي في Super Bowl LVIII وحقق ثلاث تدخلات مشتركة (اثنان منفردان) وقاد فريقه بثلاث انحرافات تمريرة حيث هزم تشيفز فريق سان فرانسيسكو 49ers بنتيجة 25-22.

### 2024
انضم إلى معسكر التدريب كلاعب ركني أساسي أساسي بعد رحيل ليجاريوس سنيد. اختير كلاعب ركني أساسي أساسي في بداية الموسم، ولعب إلى جانب جايلين واتسون.
في الأسبوع العاشر، حقق أعلى مستوى في الموسم بستة تدخلات مشتركة (خمسة منفردة) حيث هزم فريق تشيفز فريق دنفر برونكوز بنتيجة 16-14. في 15 ديسمبر 2024، حقق ماكدوفي أربعة تدخلات منفردة، وحقق أعلى مستوى في الموسم بثلاثة انحرافات للتمرير، وحصل على أول اعتراض في مسيرته من محاولة تمريرة من جيميس وينستون إلى مستقبل واسع مايكل وودز الثاني خلال فوز 21-7 على فريق كليفلاند براونز. في الأسبوع التالي، حقق خمسة تدخلات مشتركة (أربعة منفردة)، وانحراف واحد للتمرير، وخاض مباراته الثانية على التوالي مع اعتراض على تمريرة ألقاها سي جيه سترود إلى مستقبل واسع نيكو كولينز حيث هزم فريق تشيفز فريق هيوستن تكسانز بنتيجة 27-19 في الأسبوع 16. اختار المدرب الرئيسي آندي ريد إراحة أكبر عدد ممكن من اللاعبين الأساسيين، بما في ذلك ماكدوفي، حيث كان فريق تشيفز قد ضمن بالفعل مكانًا في التصفيات. حصل على تقييم إجمالي قدره 83.1 من Pro Football Focus، والذي احتل المركز الثالث بين 222 من لاعبي الزاوية المؤهلين في عام 2024.
أنهى فريق كانساس سيتي تشيفز موسم 2024 من دوري كرة القدم الأمريكية بسجل 15-2 ليضمن إعفاءً من الجولة الأولى. في 18 يناير 2025، بدأ ماكدوفي في الجولة التقسيمية وسجل أربعة تدخلات مشتركة (ثلاثة منفردة) وقاد الفريق بثلاثة انحرافات تمريرة خلال فوز 23-14 على فريق هيوستن تكسانز. في الأسبوع التالي، هزم فريق تشيفز فريق بافالو بيلز بنتيجة 32-29 في مباراة بطولة اتحاد كرة القدم الأمريكية. في 9 فبراير 2025، بدأ ماكدوفي في سوبر بول 59 وسجل خمسة تدخلات مشتركة (أربعة منفردة) حيث خسر فريق تشيفز بنتيجة 22-40 أمام فريق فيلادلفيا إيجلز، منهيًا بذلك فرصتهم في الفوز بثلاث مباريات متتالية في سوبر بول.

## إحصائيات مسيرته في دوري كرة القدم الأمريكية
| أسطورة | أسطورة                |
| ------ | --------------------- |
|        | فاز ببطولة السوبر بول |
| عريض   | أعلى مستوى مهني       |

### الموسم العادي
| سنة        | فريق       | ألعاب    | ألعاب | التدخلات | التدخلات | التدخلات | التدخلات | التدخلات | اعتراضات | اعتراضات | اعتراضات | اعتراضات | اعتراضات             | اعتراضات | تعثرات | تعثرات   | تعثرات | تعثرات | تعثرات |
| سنة        | فريق       | طبيب عام | جي اس | سي ام بي | منفرد    | أست      | تي اف ال | سك       | بي دي    | إنت      | ياردة    | متوسط    | الغاز الطبيعي المسال | تي دي    | اف اف  | الفرنسية | ياردة  | متوسط  | تي دي  |
| ---------- | ---------- | -------- | ----- | -------- | -------- | -------- | -------- | -------- | -------- | -------- | -------- | -------- | -------------------- | -------- | ------ | -------- | ------ | ------ | ------ |
| 2022       | كيه سي     | 11       | 11    | 44       | 28       | 16       | 1        | 1.0      | 7        | 0        | -        | -        | -                    | -        | 1      | 0        | -      | -      | -      |
| 2023       | كيه سي     | 16       | 16    | 80       | 60       | 20       | 3        | 3.0      | 7        | 0        | -        | -        | -                    | -        | 5      | 0        | -      | -      | -      |
| 2024       | كيه سي     | 16       | 16    | 59       | 45       | 14       | 6        | 0.5      | 13       | 2        | 0        | 0.0      | 0                    | 0        | 1      | 0        | -      | -      | -      |
| حياة مهنية | حياة مهنية | 43       | 43    | 183      | 133      | 50       | 10       | 4.5      | 27       | 2        | 0        | 0.0      | 0                    | 0        | 7      | 0        | 0      | 0.0    | 0      |

### ما بعد الموسم
| سنة        | فريق       | ألعاب    | ألعاب | التدخلات | التدخلات | التدخلات | التدخلات | التدخلات | اعتراضات | اعتراضات | اعتراضات | اعتراضات | اعتراضات             | اعتراضات | تعثرات | تعثرات   | تعثرات |
| سنة        | فريق       | طبيب عام | جي اس | سي ام بي | منفرد    | أست      | تي اف ال | سك       | بي دي    | إنت      | ياردة    | متوسط    | الغاز الطبيعي المسال | تي دي    | اف اف  | الفرنسية | تي دي  |
| ---------- | ---------- | -------- | ----- | -------- | -------- | -------- | -------- | -------- | -------- | -------- | -------- | -------- | -------------------- | -------- | ------ | -------- | ------ |
| 2022       | كيه سي     | 3        | 3     | 15       | 13       | 2        | 1        | 0.0      | 3        | 0        | -        | -        | -                    | -        | 1      | 0        | 0      |
| 2023       | كيه سي     | 4        | 4     | 12       | 8        | 4        | 2        | 0.0      | 7        | 0        | -        | -        | -                    | -        | 0      | 1        | 0      |
| 2024       | كيه سي     | 3        | 3     | 13       | 10       | 3        | 0        | 0.0      | 3        | 0        | -        | -        | -                    | -        | 0      | 0        | 0      |
| حياة مهنية | حياة مهنية | 10       | 10    | 41       | 31       | 9        | 3        | 0.0      | 13       | 0        | 0        | 0.0      | 0                    | 0        | 1      | 1        | 0      |

## روابط خارجية
- هذه المقالة لا تملك بيانات على ويكي بيانات